# マイケル・ターター
マイケル・コリン・ターター（Michael Colin Turtur、1958年7月2日 - ）は、オーストラリア、アデレード出身の元自転車競技選手。現在はオセアニア自転車競技連盟会長。

## 来歴
1982年
- コモンウェルスゲームズ
  - 個人追抜 優勝
  - 団体追抜 優勝
  - 10マイルレース 3位

1984年
- ロサンゼルスオリンピック
  -  団体追抜 優勝（+ マイケル・グレンダ、コヴィン・ニコルズ、ディーン・ウッズ）

1986年から1987年まで、プロ選手として活動した。
2008年
- オセアニア自転車競技連盟会長に就任[1]。また、ツアー・ダウンアンダーのレース・ディレクターにも就いた。